# Bukur (Bojong)
Bukur is een bestuurslaag in het regentschap Pekalongan van de provincie Midden-Java, Indonesië. Bukur telt 2689 inwoners (volkstelling 2010).